# Fotbollsgalan 1999
Fotbollsgalan 1999 hölls måndagen den 8 november 1999 på Nalen i Stockholm och var den 5:e Fotbollsgalan i ordningen. SVT sände. Så-upp-komikern Ronny Eriksson medverkande.

## Priser
| Pris                    | Vinnare                                    |
| ----------------------- | ------------------------------------------ |
| Årets genombrott        | Malin Gustafsson, Sunnanå SK               |
| Årets nykomling         | Kennedy Bakircioglu, Hammarby IF           |
| Årets forward, herr     | Marcus Allbäck, Örgryte IS                 |
| Årets mittfältare, herr | Krister Nordin, AIK                        |
| Årets back, herr        | Roland Nilsson, Helsingborgs IF            |
| Årets målvakt, herr     | Mattias Asper, AIK                         |
| Årets mål               | Anders Svensson, IF Elfsborg               |
| Folkets lirare          | Roland Nilsson, Helsingborgs IF            |
| Diamantbollen           | Cecilia Sandell, Älvsjö AIK                |
| Guldbollen              | Stefan Schwarz, Valencia CF/Sunderland AFC |